# Tomas Sjödin
Tomas Sjödin, född 6 augusti 1959 i Gudmundrå församling, är en svensk författare och pastor.
Han föddes i Kramfors och växte upp inom pingströrelsen, där han senare verkade som pastor och förkunnare. Han har också arbetat med tv-produktion för pingströrelsens bolag TV-Inter. Sedan mitten av 1990-talet har Sjödin huvudsakligen varit verksam som skribent och författare.
Sjödins skrivande, såväl böcker som krönikor i diverse tidningar och tidskrifter, är ofta självbiografiskt och har en tonvikt på vardagen. Som en röd tråd genom de självbiografiska böckerna finns livet med, och förlusten av två av hans söner som båda två avled i unga år av en hjärnsjukdom. Sjödin återvänder inte sällan till författaren Birger Norman i sina böcker, inte minst i romandebuten Tusen olevda liv finns inom mig (2011).
Han var Sommarpratare 2004 och 2006 och Vinterpratare 2011, 2013, 2014, 2016 , 2018 och 2023. Julen 2013 gästade Tomas Sjödin SVT:s julvärd Petra Mede och våren 2013 medverkade han i SVT-programmet När livet vänder, med Anja Kontor. 2005 gjorde han debut som sångtextförfattare på albumet "Hemlängtan" i samarbete med Manna från Göteborg.
Sjödin är också känd från olika ekumeniska sammanhang där han ofta medverkat som föreläsare, inspiratör och förkunnare. Hans samarbete med biskop emeritus Martin Lönnebo i bland annat TV-gudstjänster och bok är en del av detta. Tomas Sjödin är sedan årsskiftet 2005-2006 anställd som pastor vid Smyrnakyrkan i Göteborg som är Sveriges näst största pingstförsamling.

## Priser och utmärkelser
- 2002 – C S Lewis-priset
- 2011 och 2013 – Av svenska folket framröstad till vinterpratare[5][6]
- 2015 – H.M. Konungens medalj av 8:e storleken i högblått band
- 2021 - Birger Norman-priset